# Base Naval Ushuaia
Base Naval Ushuaia är en marinbas i Argentina.   Den ligger i provinsen Eldslandet, i den södra delen av landet, 2 400 kilometer söder om huvudstaden Buenos Aires. Base Naval Ushuaia ligger 27 meter över havet.
På basen finns en enhet för marint flyg, Base Aeronaval Ushuaia.